# Christian Schulz (Dirigent)
Christian Schulz (* 9. März 1967 in Wien) ist ein österreichischer Cellist bei den Wiener Symphonikern und Dirigent.

## Leben und Wirken
Christian Schulz entstammt einer bekannten Wiener Musikerfamilie und wurde als Sohn des Cellisten Walther Schulz geboren. Er studierte Cello bei Wolfgang Herzer (Mitglied der Wiener Philharmoniker) an der Hochschule für Musik und Darstellende Kunst in Wien, wo er auch Dirigierstudien absolvierte, sowie bei Heidi Litschauer, Siegfried Palm und beim Haydn-Trio Wien. Im Jahr 1986 debütierte er als Solist im Wiener Musikverein. Von 1990 bis 1993 war er Mitglied der Wiener Volksoper und ist seit 1993 Cellist bei den Wiener Symphoniker. Von 2014 bis 2020 war er zudem Geschäftsführer der Symphonia – Wiener Symphoniker Tonaufnahme ges.m.b.h.
Dirigierttätigkeiten mit Chor und Orchester führten ihn seit 1995 ins In- und Ausland. Als Mitbegründer des Ambassade Orchesters Wien leitet er das Orchester seit 1997. Als Gast dirigierte er zum Beispiel das Orchestre symphonique de Montréal, das Victoria Symphony Orchestra, das Vancouver Opera Orchestra, das Chicago Philharmonic Orchestra, die Sarajevo Philharmoniker, die Wieniawski Philharmoniker in Lublin, die Nürnberger Symphoniker, das Tonkünstler-Orchester Niederösterreich und verschiedene Kammerorchester. Er ist erster Gastdirigent der Festival Sinfonietta Linz (seit 2000), der Wiener Sinfonietta (seit 2001) und der Rumänischen Staatsphilharmonie Arad (seit 2003).
Im Jahr 2005 übernahm er die Position des Chefdirigenten des Mozart Collegium Wien und ist seit 2010 Generalmusikdirektor des Musikprogramms im OKF Teheran. 2016 hatte er die musikalische Leitung der EntArteOpera inne.
Schulz ist Dozent des Wiener Jeunesse Orchesters Professor für Dirigieren, Orchester und Chorgesang am Richard Wagner Konservatorium. Sein Bruder ist Emanuel Schulz.

## Diskografie (Auswahl)
- Leichtes Blut. Walzer und Polkas von Johann Strauss. Mit dem Ambassade Orchester Wien (Buchmann & Kaspar Records; 1999)
- Classic Highlights. Schubert, Mozart, Verdi, Brahms, Tschaikowsky, Bizet, Grieg. Mit der Wiener Sinfonietta (Koch Music; 2001)
- Mozart: Violin Concerto No. 3, Sinfonia concertante. Mit Dominika Falger, Violine; Johannes Flieder, Viola; The Wratislavia Chamber Orchestra (DUX; 2004)
- Mozart: Violin Concertos No. 4 & No. 5. Mit Dominika Falger, Violine; Wroclaw Chamber Orchestra Wratislavia (DUX Recording Producers; 2004)
- Mozart: Violin Concertos No. 1 & No. 2. Mit Dominika Falger, Violine, The Wratislavia Chamber Orchestra (DUX; 2006)

- Antonio Vivaldi: Le Quattro Staggioni. Mit Alexandre da Costa, Violine, Orchester Wiener Concert-Verein (Disques XXI 21 Records; 2006)
- Tchaikovsky: Violin Concerto. Mit Alexandre da Costa, Violine, Philharmonisches Staatsorchester Arad (XXI; 2008)
- The Portrait of MiHae Park. Mit MiHae Park, Sopran; Nürnberger Symphoniker (Sony Music; 2015)
- Mozart in Vienna: Jung Eun Woo. Violinconzert Nr. 4, Sinfonia concertante. Mit Jung Eun Woo, Violine; Christian Frohn, Viola; Vienna Symphony Chamber Orchestra (Sony/BMG)